# Zdeněk Švehla
Zdeněk Švehla, v zahraničí znám jako Zdeněk Mario, (16. července 1924 Brno – 21. prosince 2014 Praha) byl český tenorista, dlouholetý sólista Opery Národního divadla v Praze.

## Život
Narodil se v Brně a v letech 1941–1943 studoval na Obchodní škole. Vstoupil na brněnskou konzervatoř, studoval u profesora Bohumila Soběského. V té době již zpíval ve sboru Českého lidového divadla v Brně (1943–1945). Debutoval v roce 1942 v roli Jeníka ve Smetanově Prodané nevěstě. Po skončení 2. světové války se stal sólistou Státního divadla Brno (1945–1949), kde účinkoval nejen v opeře, ale i v operetě. Konzervatoř absolvoval v roce 1947.
V roce 1950 nastoupil vojenskou prezenční službu. Jako voják byl pozván do Slovenského národního divadla v Bratislavě a později působil v Armádním uměleckém souboru Víta Nejedlého. V letech 1952–1956 pokračoval ve studiu na Hudební fakultě Janáčkovy akademie múzických umění v Brně (v seznamu absolventů ale uveden není). V té době působil v opeře divadla v Olomouci a krátce i ve Státním divadle Ostrava. Členem opery Národního divadla se stal 1. srpna 1957. Ve studiu však pokračoval ještě dalších pět let u profesorů A. Granforteho a C. Pollacca v Benátkách.
Na scéně Národního divadla vytvořil více než 60 rolí českého i světového repertoáru. Hostoval ve Vídni (Staatsoper, Volksoper i Raimundtheater), v Athénách, v Dublinu, na Islandu a v Rumunsku.
V letech 1960–1964 se zúčastnil světového turné Laterny magiky jako Hoffmann v Offenbachových Hoffmannových povídkách (jediná živě zpívající role). Často zpíval i v operetách. Byl častým hostem nahrávacích studií a jeho výkony byly zachyceny na mnoha gramofonových, rozhlasových a televizních nahrávkách. V roce 2013 obdržel Cenu Thálie za celoživotní operní mistrovství.
Byl otcem herečky Jarmily Švehlové a dědečkem herce Roberta Hájka.